# Ansitz Haus
Das Ansitz Haus ist eine abgegangene hochmittelalterliche Wasserburg und Ansitz etwa 120 Meter südsüdöstlich von Haus, einem heutigen Stadtteil von Eggenfelden im Landkreis Rottal-Inn in Bayern. Die Anlage wird als Bodendenkmal unter der Aktennummer D-2-7542-0007 mit der Beschreibung „Burgstall des hohen und späten Mittelalters (‚Ansitz Haus‘) mit abgegangenem Wirtschaftshof und Mühlenanwesen der frühen Neuzeit“ geführt. Ein im Burgstall errichtetes Bauernhaus ist ein denkmalgeschütztes Baudenkmal mit der Aktennummer D-2-77-116-68.

## Beschreibung
Das jetzige Gebäude liegt unmittelbar an der Rott. Es ist ein zweigeschossiger, verputzter Massivbau mit Treppengiebeln, der um 1860/70 errichtet wurde.
Das Gebäude liegt im weiteren Bereich des ehemaligen Burgstalls, der sich auf dem Urkataster von Bayern 220 m weiter westlich erstreckt hat. Hier lag in einem 14 m breiten Ringgraben ein annähernd runder Burgbereich mit einem Durchmesser von etwa 40 m, im Süden befand sich eine  Vorburg mit Wirtschaftsgebäuden. Die ehemaligen Gräben zeichnen sich noch deutlich als flache Mulden bzw. als Bodenwelle im Gelände ab. Im Bereich des Kernwerks und der Wirtschaftshofs sind schwache Erhebungen zu erkennen, wobei der Ziegelschutt durch einen trockenen Bewuchs überdeckt wird.

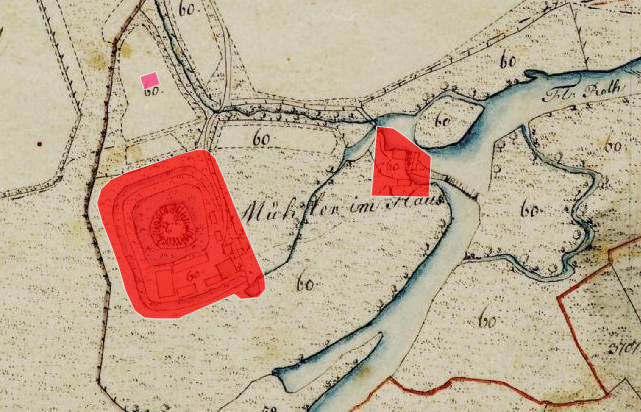
Lageplan des Ansitzes Haus auf dem Urkataster von Bayern